# Marnixstraat 214-220
Marnixstraat 214-220 is een complex woningen in Amsterdam-Centrum. De Marnixstraat vormt hier de kade van de Lijnbaansgracht, de woningen worden van het water gescheiden door trambanen, fietspaden en rijweg. 
Aan het eind van de 19e eeuw was hier in de buurt de groente- en fruitmarkt (appeltjesmarkt) gevestigd. Dat trok kooplui aan maar ook commissionairs in die goederen. Om de kooplui en handelaren tot dienst te zijn werd hier een blokje van drie woonhuizen neergezet. Eén gebouw bestond uit een souterrain (stallingsruimte) en woning, twee bovenwoningen en zolderetage. Dit was aanmerkelijk ruimer dan de arbeiderswoninkjes op de lagere nummers in de Marnixstraat. Architect van dit blok was C.F. Bögeholtz. Hij ontwierp een asymmetrisch gebouw met raambogen boven de middelste raamgangen en een sierlijk dakelement aan de Marnixstraat. De achtergevel werd soberder gehouden. Het geheel werd uitgevoerd in de voor die tijd eclectische bouwstijl. Opvallend zijn de luxe versieringen boven de toegangsdeuren aan de Marnixstraat.
Dit soort woningen werd op grote schaal gesloopt tijdens renovatie en sanering van voormalige arbeiderswijken. De sloop ging zo hard, dat zij geheel uit het straatbeeld dreigden te verdwijnen. In de 21e eeuw wilde de gemeente dit soort woningen juist weer behouden. Een middel daartoe was ze tot gemeentelijk monument te bestempelen. Desalniettemin bevonden sommige woningen zich in deplorabele staat, waardoor grondige renovatie noodzakelijk was. In 2016/2017 werd dit blok gerenoveerd, waarbij een nieuwe fundering, dakconstructie en dakkapel werd gemaakt. De woningen werden daarbij aangepast aan de eisen van de huidige tijd, maar authentieke details zoals natuurstenen schouwen en bewerkte plafonds etc. moesten bewaard blijven.